# Islandia en los Juegos Olímpicos de Lake Placid 1980
Islandia estuvo representada en los Juegos Olímpicos de Lake Placid 1980 por seis deportistas, cinco hombres y una mujer, que compitieron en dos deportes.
El portador de la bandera en la ceremonia de apertura fue el esquiador de fondo Haukur Sigurðsson. El equipo olímpico islandés no obtuvo ninguna medalla en estos Juegos.